# Karel Gott
Karel Gott (Pilsen, Bohemia, 14 de julio de 1939-Praga, 1 de octubre de 2019) fue un cantante y pintor checo.

## Biografía

### Primeros años
Nacido en Pilsen, vivió en Praga desde los seis años. Inicialmente quería estudiar arte, pero suspendió los exámenes de la Academia de Arte, Arquitectura y Diseño de Praga (UMPRUM), por lo que se formó como electricista y empezó a trabajar de ello. Pronto quedó fascinado por los nuevos estilos musicales que inundaban la ciudad y se interesó por el jazz. Experimentó tocando el bajo y la guitarra, pero finalmente decidió centrarse en el canto, estudiándolo en privado. Durante la década de 1950 interpretó ocasionalmente como cantante amateur y hasta participó en concursos.

### Inicio de su carrera musical
En 1958 participó en un concurso amateur de canto en la Casa Eslavónica de Praga, llamado "Buscando Nuevos Talentos". No pudo impresionar a los jueces, pero logró hacerse introducirse en los círculos de jazz de Praga, teniendo su primer compromiso musical en el Café Vltava de Praga el mismo año.
En 1960 decidió cantar de manera profesional. Estudió ópera cantando en el Conservatorio de Praga teniendo de profesor a Konstantin Karenin. Sabiendo del interés de Gott en las nuevas tendencias musicales, Karenin lo instruyó no solo en piezas clásicas italianas, sino en éxitos del momento. Fue entonces cuando Gott viajó al exterior por primera vez con la Orquesta de Jazz de la Radiodifusión Checoslovaca, conducida por Karel Krautgartner.
En 1962, Gott lanzó su primer sencillo con Supraphon, llamado Až nám bude dvakrát tolik (Cuando tengamos el doble de edad), era un dueto con la cantante de jazz Vlasta Průchová. Fue entonces cuando Gott fue votado en Zlatý slavík (Ruiseñor Dorado, una encuesta televisiva) ubicándose en 49.º lugar y recibiendo un total de tres votos. Poco después, en 1963, Gott dejó el conservatorio para continuar sus estudios de forma privada hasta 1966.

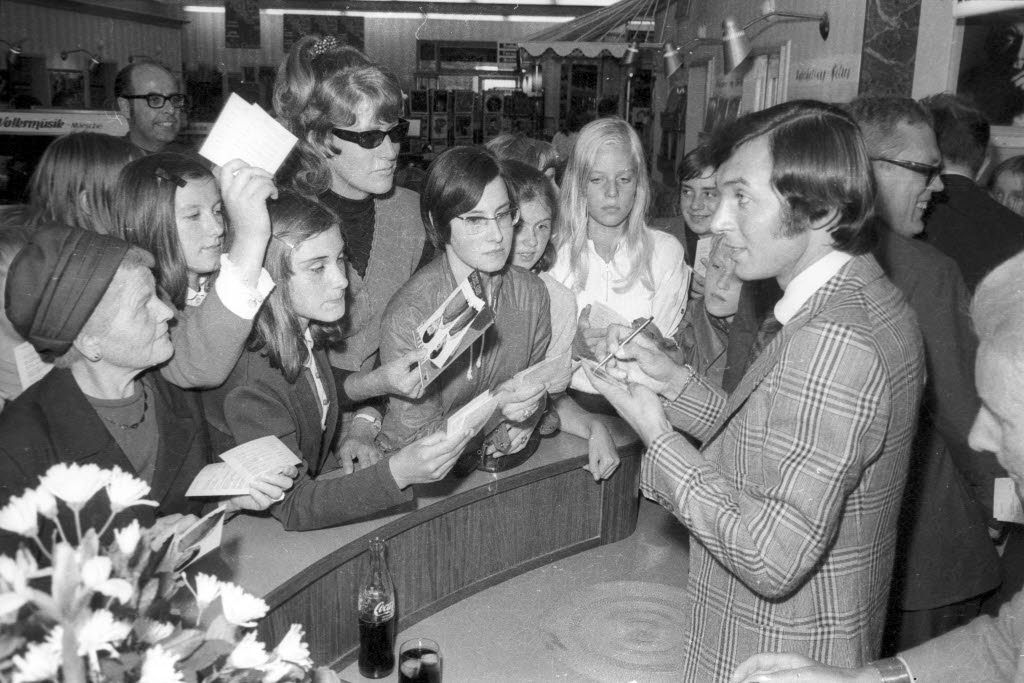
Gott firmando autógrafos en agosto de 1969.

En 1963 le ofrecieron un lugar en el recientemente fundado Teatro Semafor de Praga, que en su momento estaba al frente de la naciente escena pop checoslovaca. Fue su introducción a la interpretación, donde aprendió a comunicarse con la audiencia y a moverse en el escenario. En el mismo año, lanzó su primer sencillo de solista, una grabación en checo de Moon River de Henry Mancini, así como su canción Oči sněhem zaváté (Ojos cubiertos por la nieve), que se convirtió en la grabación mejor vendida del año. Poco después, Gott recibió el primero de veintiséis premios Ruiseñor Dorado, dados al artista más popular del año.
Gott estableció el Teatro Apollo en 1965, junto con dos hermanos que estaban con él en Semafor: Jiří y Ladislav Štaidl. En ese punto, ya era una gran estrella, apareciendo en los programas "Pilgrimage for Two" y "Evening Prayer" mientras construía su propio repertorio con su orquesta. Comenzó componiendo sus propias canciones y luego estuvo de gira en Checoslovaquia y en el extranjero en el Teatro Apollo. Ese año, lanzó su primer álbum, Karel Gott canta con Supraphon con gran éxito. Las canciones de sus archivos en Supraphon están siendo lanzadas por Sony Music Bonton. Su primer álbum fue seguido por un álbum en inglés llamado The Golden Voice of Prague (Artia-Supraphon).
En 1967; Gott interpretó a Midem, la Feria Internacional de Compañías Discográficas y Productores de Música en Cannes (Francia), donde los aplausos eran medidos en cada concierto. Sorprendió a todos al alcanzar un nivel de 54 comparado con Tom Jones del 58. Tras este evento, Gott firmó un contrato con Polydor/Deutsche Grammophon Gesellschaft, renovando su contrato varias veces hasta que se convirtió en un contrato de por vida en 1997. En 1968 representó a Austria en el Festival de la Canción de Eurovisión en Londres con el tema Tausend Fenster (Mil ventanas), quedando en 13.ª posición. Entre 1967 y 2000, Polydor lanzó más de 125 álbumes y 72 sencillos de Karel Gott en países germanoparlantes en Europa.
En el mismo año, Gott pasó seis meses interpretando diariamente en el Hotel Frontier en Las Vegas, lo cual dejó una gran marca en él.

### Años 70 y 80: éxito nacional e internacional
En los años setenta, el éxito doméstico fue marcado por la presencia de Gott en televisión, incluyendo la filmación de un serial de diez capítulos llamado Karel Gott ve Slaném (Karel Gott en Slaný). El 3 de mayo de 1977, le fue conferido el título de Artista Meritorio, y el año siguiente recibió el Sombrero Dorado de Colonia, otorgado anualmente a una personalidad en la esfera cultural y social.
Los ochenta fueron marcados por el éxito internacional, incluyendo la filmación del musical In the Track of Bel Canto en Italia en 1981, con el correspondiente álbum germano-italiano. En 1983, le dieron la Medalla Dorada de Hermann Lönse en Múnich, Alemania, por el desarrollo de la canción nacional alemana. El 30 de abril de 1985, le fue entegado el título de Artista Nacional por su excepcional contribución artística. En 1986, recibió la Aguja Dorada de Polydor, que hasta entonces solo se le había dado a Leonard Bernstein y Herbert von Karajan. El Premio Supraphon del Disco de Diamante le fue entregada el 8 de septiembre de 1992 por haber vendido 13 millones de discos, un número que equivaldría al 86% de la población de Checoslovaquia.

### Despedida y regreso
En 1990, Gott decidió terminar su carrera e hizo una gira de despedida. Sin embargo, la gira fue tan exitosa que revaluó su decisión. En 1993, estableció su propia agencia artística, GOJA, con František Janeček.
En 1996, después del renovado interés público en su carrera, Gott ganó, de nuevo, el Ruiseñor Dorado, con gran ventaja sobre sus rivales, y lo volvió a ganar cada año a partir de entonces, excepto en 1998 y 2012. Mantuvo su popularidad desde entonces en varios países, incluyendo aquellos de la Unión Soviética, donde su primera grabación, producida por Melodija en 1977, vendió la cantidad de 4,5 millones de copias. Se presentó fuera de Checoslovaquia, en países tan variados como los Emiratos Árabes Unidos, China, Cuba y Japón.
Durante los años 90, Gott comenzó a centrarse en la pintura, su segunda gran pasión. La primera exhibición de sus pinturas tuvo lugar en 1992, en la Galería Niño Jesús de Praga. Desde entonces exhibió su trabajo en Berlín, Moscú, Múnich, Colonia, Viena y Bratislava.

### Política
Gott firmó en 1978 la anticarta. Esta petición fue organizada por el gobierno comunista contra la Carta 77, firmada por Václav Havel y otros disidentes en la que se protestaba contra las violaciones del gobierno de los Acuerdos de Helsinki.

### Últimos años y fallecimiento
En noviembre de 2015, Gott fue diagnosticado de cáncer de los ganglios linfáticos. Tras superar el cáncer, regresó paulatinamente a los escenarios. En 2018 fue hospitalizado con gripe, y también fue diagnosticado de leucemia. Ello le obligó a cancelar numerosos conciertos.
Gott falleció en Praga el 1 de octubre de 2019, a los 80 años de edad.